# Topologist's sine curve
Topo được biết đến là một nhánh của toán học. Trong các không gian topo topologist's sine curve (đường cong hình sin của một nhà tô pô hoc) là một Không gian Tôpô với những tính chất rất thú vị.
Nó có thể được định nghĩa như một đồ thị của hàm {\displaystyle \sin \left({\frac {1}{x}}\right)} trên nửa khoảng mở (0,1] và gốc toạ độ.
{\displaystyle T=\left\{\left(x,\sin {\frac {1}{x}}\right):x\in (0,1]\right\}\cup \{(0,0)\}.}

## Hình ảnh của đường cong
Ta thấy x tiến gần 0 phía bên phải, độ dài của tia thay đổi theo độ lớn của 1/x tăng. Điều này giải thích tại sao phần tia ở phía bên trái đồ thị dày đặc lại.

## Tính chất
Topologist's sine curve T is liên thông nhưng không liên thông địa phương cũng không liên thông đường.
- Nó không liên thông địa phương bởi vì một lân cận đủ nhỏ của điểm (0,0) là không liên thông. (Lưu ý rằng toàn bộ không gian là liên thông).

- Nó không liên thông đường bởi vì nó bao gồm cả điểm (0,0), trong khi không thể tìm được đường đi từ bất kì điểm nào trên đồ thị đường cong đó đến nó cả.

## Một số dạng khác
Có hai dạng khác topologist's sine curve có các tính chất thú vị khác nhau.
closed topologist's sine curve có thể được định nghĩa bởi lấy topologist's sine curve và thêm vào tập hợp điểm giới hạn {\displaystyle \{(0,y)\mid y\in [-1,1]\}}. Không gian này đóng và bị chặn nên nó là compact bởi Định lý Heine-Borel, tuy nhiên nó lại có những tính chất giống topologist's sine curve nó cũng liên thông nhưng không liên thông địa phương cũng không liên thông đường.
extended topologist's sine curve có thể được định nghĩa bởi lấy closed topologist's sine curve và thêm vào đó tập  {\displaystyle \{(x,1)\mid x\in [0,1]\}}. Nó là liên thông đường nhưng không liên thông địa phương.